# Sunkhani (Nuwakot)
Sunkhani (nep. सुनखानी) – gaun wikas samiti w środkowej części Nepalu w strefie Bagmati w dystrykcie Nuwakot. Według nepalskiego spisu powszechnego z 2001 roku liczył on 532 gospodarstw domowych i 2947 mieszkańców (1513 kobiet i 1434 mężczyzn).